# Thesium hystrix
Thesium hystrix är en sandelträdsväxtart som beskrevs av Arthur William Hill. Thesium hystrix ingår i släktet spindelörter, och familjen sandelträdsväxter. Inga underarter finns listade i Catalogue of Life.